# Świadkowie Jehowy w Kamerunie
Świadkowie Jehowy w Kamerunie – społeczność wyznaniowa w Kamerunie, należąca do ogólnoświatowej wspólnoty Świadków Jehowy, licząca w 2023 roku 44 558 głosicieli, należących do 500 zborów. Na dorocznej uroczystości Wieczerzy Pańskiej w 2023 roku zgromadziło się 103 587 osób. Działalność miejscowych głosicieli oraz Świadków Jehowy w Gabonie i w Gwinei Równikowej koordynuje Biuro Oddziału w Kamerunie, znajdujące się w Bonabéri – dzielnicy miasta Duala. W Duala znajduje się również jeden z 17 ośrodków szkoleń biblijnych na świecie.

## Historia

### Początki
Około roku 1925 wyznanie to dotarło do Kamerunu za pośrednictwem kilku osób z Nigerii. Wkrótce w Duala został utworzony zbór. W czasie II wojny światowej francuskie władze kolonialne utrudniały prowadzenie działalności kaznodziejskiej. W roku 1948 działało przeszło 80 głosicieli, rok później było ich 100. W ciągu pięciu lat liczba ta wzrosła do 1000. Na przełomie lat 40. i 50. XX wieku do kraju przyjechali pierwsi misjonarze Biblijnej Szkoły Strażnicy – Gilead. W roku 1961 w Kamerunie było ponad 5000 głosicieli.

### Legalizacja, zakaz działalności i jego uchylenie
W 1962 roku po 27 lat starań ponad 6000 głosicieli uzyskało legalizację swego wyznania. W roku 1968 przekroczono liczbę 10 tysięcy głosicieli.
13 maja 1970 władze wprowadziły zakaz działalności. Z Kamerunu wydalono zagranicznych misjonarzy. Współwyznawcy z całego świata zorganizowali akcję pisania listów protestacyjnych do władz kraju, w związku z brutalnym traktowaniem Świadków Jehowy w Kamerunie. Przez 23 lata stosowano w tym kraju wobec Świadków Jehowy surowe restrykcje. Biuro Oddziału we Francji zorganizowało regularne dostawy publikacji biblijnych. W Nigerii zorganizowano (m.in. w 1973 i 1977 roku) specjalne spotkania z niektórymi Świadkami Jehowy z Kamerunu.
W roku 1993 uchylono zakaz dla ponad 19 tysięcy głosicieli. W 1994 roku otwarto Biuro Oddziału. W kraju działało ponad 20 tysięcy Świadków Jehowy. 1 kwietnia 1995 roku odbyła się uroczystość oddania do użytku nowego Biura Oddziału w Bonaberi.
W roku 1999 zorganizowano akcję niesienia pomocy po wybuchu wulkanu Kamerun.
W 2004 roku liczba głosicieli przekroczyła 30 tysięcy. Pod koniec roku 2011 do kraju przybyli misjonarze ze 131. klasy Szkoły Gilead. W roku 2015 przekroczono liczbę 40 tysięcy głosicieli.
W 2015 roku rozpoczęto budowę nowej siedziby Biura Oddziału, w którym usługuje około 50 osób. Nowa siedziba od stycznia 2020 roku znajduje się w dzielnicy Logbessou miasta Duala obok już funkcjonującej Sali Zgromadzeń.
2 sierpnia 2019 roku na kongresie regionalnym pod hasłem „Miłość nigdy nie zawodzi!” w Sali Zgromadzeń w Logbessou w Duala ogłoszono wydanie Chrześcijańskich Pism Greckich w Przekładzie Nowego Świata w języku basa. W kongresie uczestniczyło 2015 osób. W Kamerunie językiem tym posługuje się 1909 głosicieli. W 2019 roku przekroczono liczbę 45 tysięcy głosicieli. 7 kwietnia 2020 roku w związku z pandemią COVID-19 program uroczystości Pamiątki śmierci Jezusa Chrystusa nadały stacje radiowe i telewizyjne.
6 sierpnia 2022 roku Gilles Mba, członek kameruńskiego Komitetu Oddziału, w nagranym wcześniej przemówieniu, ogłosił wydanie Chrześcijańskich Pism Greckich w Przekładzie Nowego Świata w języku bulu. Językiem tym posługuje się 1364 głosicieli należących do 16 zborów, 24 grup, 13 grup pilotażowych i 1 grupy na oddaleniu. Pierwszy zbór języka bulu powstał w roku 2014.
1 października 2022 roku Stephen Attoh, członek kameruńskiego Komitetu Oddziału, w nagranym wcześniej przemówieniu, ogłosił wydanie Pisma Świętego w Przekładzie Nowego Świata w języku basa (Kamerun). Językiem tym posługuje się 2074 głosicieli należących do 32 zborów oraz 11 grup i 6 grup pilotażowych. W latach pięćdziesiątych XX wieku powstał pierwszy zbór tego języka.
Kongresy odbywają się w języku angielskim, basa, bulu, francuskim, pidżynie kameruńskim, amerykańskim migowym.
Miejscowe Biuro Oddziału wysyła literaturę biblijną do zborów w Kamerunie, Czadzie, Gabonie, Gwinei Równikowej i Republice Środkowoafrykańskiej. Nadzoruje też tłumaczenie publikacji biblijnych i nagrań w 29 językach, m.in. w basa, bulu, duala, fulfulde i pidżynie kameruńskim. 20 stycznia 2020 roku kameruńska rodzina Betel przeprowadziła się do nowego Biura Oddziału w dzielnicy Logbessou, w północnej części Douali. W nowym obiekcie usługuje pełnoczasowo 59 wolontariuszy, a 71 osób jest współpracownikami dojeżdżającymi.
W Kamerunie funkcjonuje ponad 260 Sal Królestwa (w tym kilka z rozsuwanymi ścianami, wykorzystywanych podczas kongresów regionalnych).